# NBA All-Star Game 1956
L'NBA All-Star Game 1956, svoltosi a Rochester, vide la vittoria finale della Western Division sulla Eastern Division per 108 a 94.
Bob Pettit, dei St. Louis Hawks, fu nominato MVP della partita.

## Squadre

### Western Division
| Western Division    |                    |     |     |     |     |     |     |     |     |
| Giocatore           | Squadra            | MIN | FGM | FGA | FTM | FTA | RIM | AST | PT  |
| Mel Hutchins        | Fort Wayne Pistons | 27  | 5   | 11  | 1   | 2   | 4   | 0   | 11  |
| George Yardley      | Fort Wayne Pistons | 19  | 3   | 7   | 2   | 3   | 6   | 1   | 8   |
| Larry Foust         | Fort Wayne Pistons | 20  | 3   | 9   | 3   | 4   | 4   | 0   | 9   |
| Slater Martin       | Minneapolis Lakers | 29  | 3   | 7   | 3   | 3   | 1   | 7   | 9   |
| Bobby Wanzer        | Rochester Royals   | 25  | 4   | 8   | 5   | 6   | 5   | 2   | 13  |
| Maurice Stokes      | Rochester Royals   | 20  | 4   | 11  | 2   | 5   | 16  | 2   | 10  |
| Bob Pettit          | St. Louis Hawks    | 31  | 7   | 17  | 6   | 7   | 24  | 7   | 20  |
| Vern Mikkelsen      | Minneapolis Lakers | 22  | 5   | 13  | 6   | 7   | 9   | 2   | 16  |
| Clyde Lovellette    | Minneapolis Lakers | 20  | 3   | 10  | 1   | 3   | 10  | 0   | 7   |
| Bob Harrison        | St. Louis Hawks    | 25  | 2   | 7   | 1   | 2   | 0   | 1   | 5   |
| Totale              |                    | 240 | 39  | 100 | 30  | 42  | 79  | 22  | 108 |
| All. Charley Eckman | Fort Wayne Pistons |     |     |     |     |     |     |     |     |

MIN: minuti. FGM: tiri dal campo riusciti. FGA: tiri dal campo tentati. FTM: tiri liberi riusciti. FTA: tiri liberi tentati. RIM: rimbalzi. AST: assist. PT: punti

### Eastern Division
| Eastern Division    |                       |             |             |             |             |             |             |             |             |             |
| Giocatore           | Squadra               | MIN         | FGM         | FGA         | FTM         | FTA         | RIM         | AST         | PT          |             |
| Paul Arizin         | Philadelphia Warriors | 28          | 5           | 13          | 3           | 5           | 7           | 1           | 13          |             |
| Dolph Schayes       | Syracuse Nationals    | 25          | 4           | 8           | 6           | 10          | 4           | 2           | 14          |             |
| Neil Johnston       | Philadelphia Warriors | 25          | 5           | 9           | 7           | 11          | 10          | 1           | 17          |             |
| Bob Cousy           | Boston Celtics        | 24          | 2           | 8           | 3           | 4           | 7           | 2           | 7           |             |
| Dick McGuire        | New York Knicks       | 29          | 2           | 9           | 2           | 5           | 0           | 3           | 6           |             |
| Red Kerr            | Syracuse Nationals    | 16          | 2           | 4           | 0           | 1           | 8           | 0           | 4           |             |
| Harry Gallatin      | New York Knicks       | 30          | 5           | 12          | 6           | 7           | 5           | 2           | 16          |             |
| Ed Macauley         | Boston Celtics        | 20          | 1           | 9           | 2           | 4           | 2           | 3           | 4           |             |
| Jack George         | Philadelphia Warriors | 21          | 2           | 7           | 2           | 2           | 3           | 2           | 6           |             |
| Bill Sharman        | Boston Celtics        | 24          | 2           | 8           | 3           | 4           | 7           | 2           | 7           |             |
| Carl Braun          | New York Knicks       | infortunato | infortunato | infortunato | infortunato | infortunato | infortunato | infortunato | infortunato | infortunato |
| Totale              |                       | 240         | 30          | 87          | 34          | 53          | 53          | 18          | 94          |             |
| All. George Senesky | Philadelphia Warriors |             |             |             |             |             |             |             |             |             |

MIN: minuti. FGM: tiri dal campo riusciti. FGA: tiri dal campo tentati. FTM: tiri liberi riusciti. FTA: tiri liberi tentati. RIM: rimbalzi. AST: assist. PT: punti